# Skrzynka lęgowa

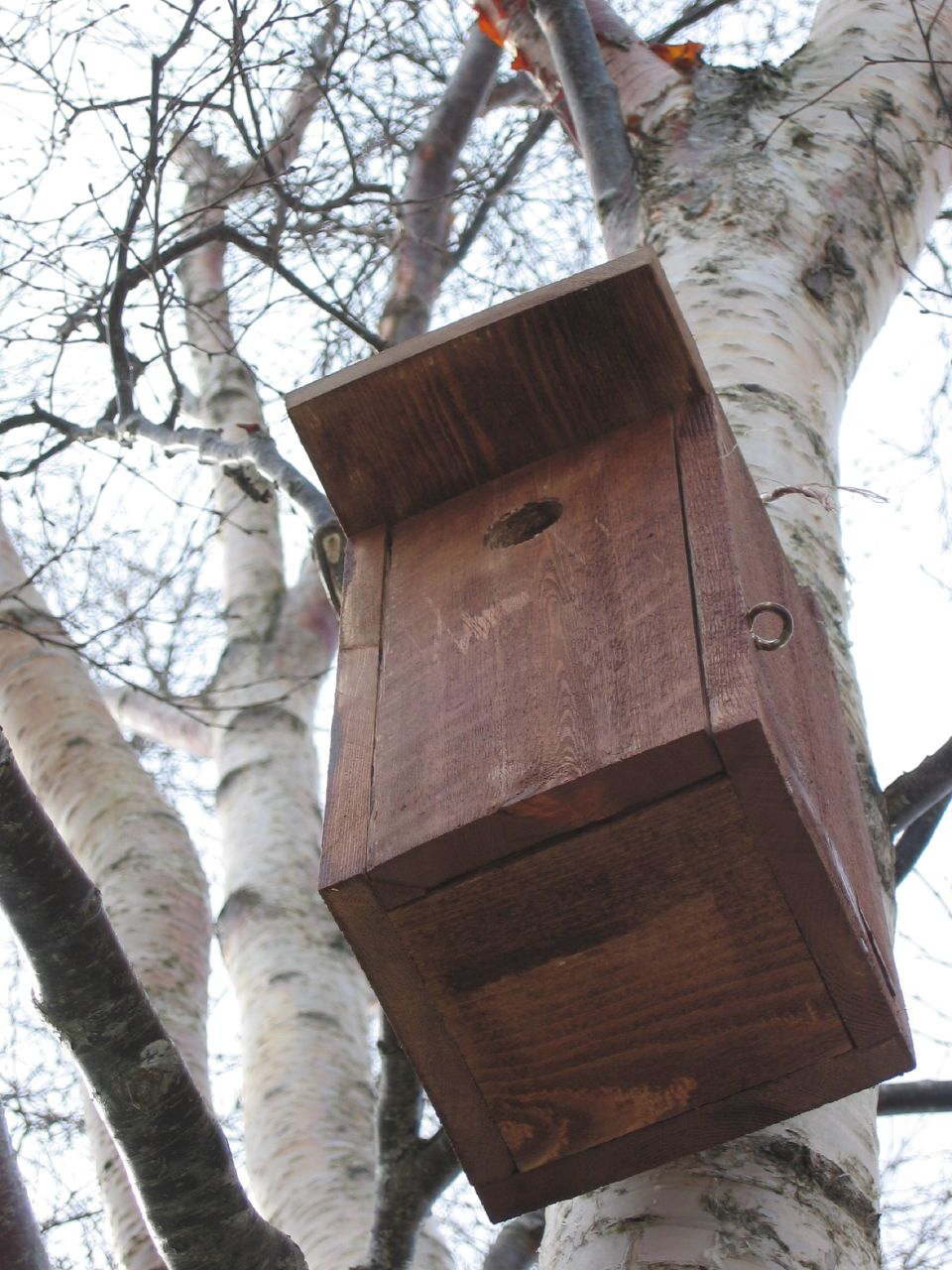
Klasyczna budka lęgowa dla ptaków

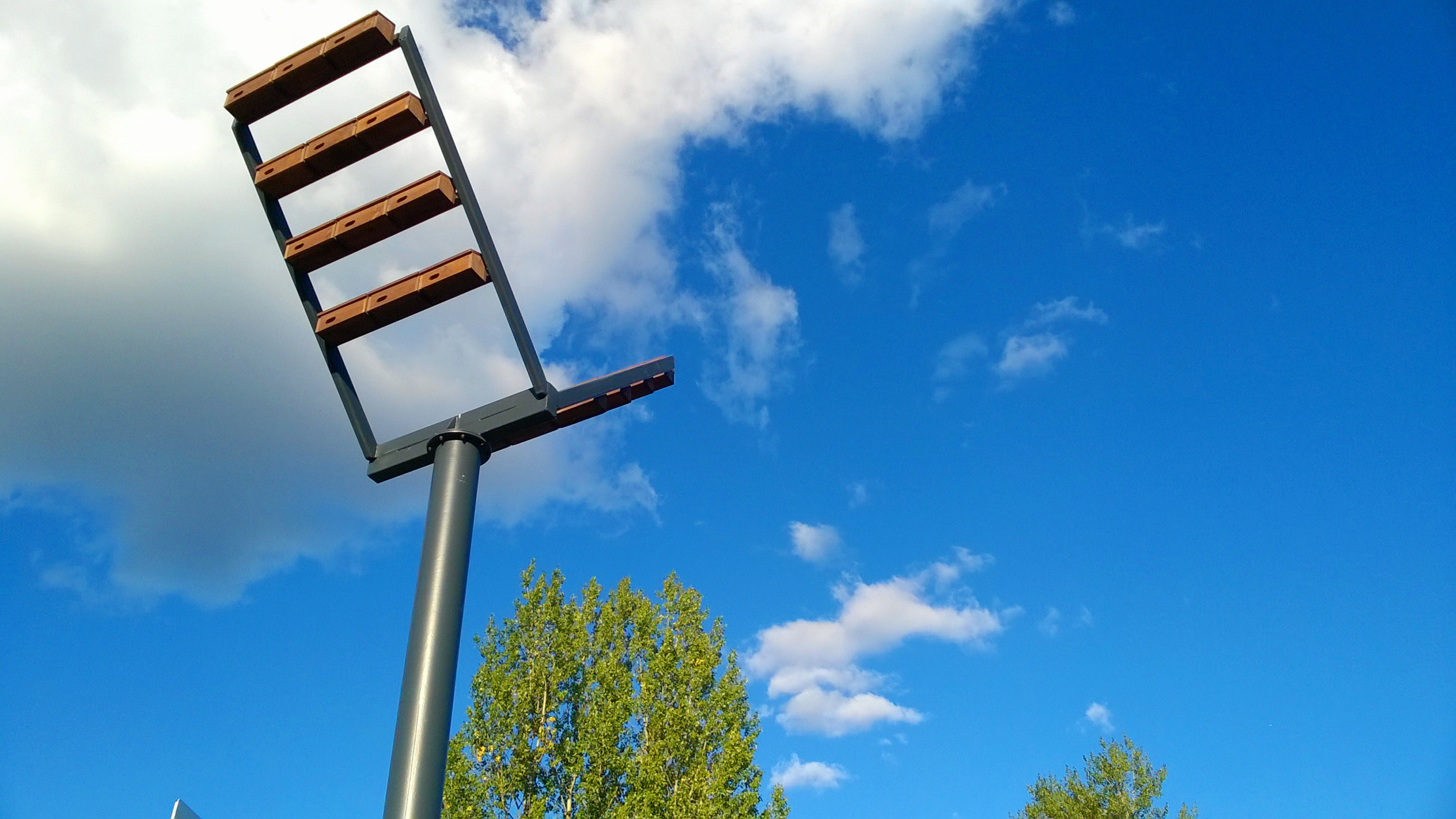
Wieża ze skrzynkami lęgowymi dla jerzyków w Toruniu

Skrzynka lęgowa (budka lęgowa, platforma lęgowa, nisza lęgowa, półka lęgowa) – specjalnie przygotowana konstrukcja, najczęściej wykonana z drewna i przeznaczona na gniazda, głównie dla ptaków, ale też nietoperzy, szerszeni i innych zwierząt mających trudności ze znalezieniem w środowisku przekształconym przez człowieka odpowiedniego miejsca na gniazdo.
Zwykle nazwa konstrukcji występuje z określeniem uściślającym dla jakiego gatunku zwierzęcia jest przeznaczona np.: skrzynka lęgowa dla sikorki, skrzynka dla szerszeni, nisza lęgowa dla jaskółek, platforma dla bociana. Wobec niedoboru odpowiednich miejsc lęgowych zdarza się często, że zwierzęta decydują się na zajęcie skrzynki mniej wygodnej, pierwotnie przeznaczonej dla innego gatunku. Skrzynki lęgowe służą ochronie gatunkowej, sprzyjają bioróżnorodności, a wystawione w odpowiedniej ilości i proporcjach przywracają biorównowagę.

## Historia

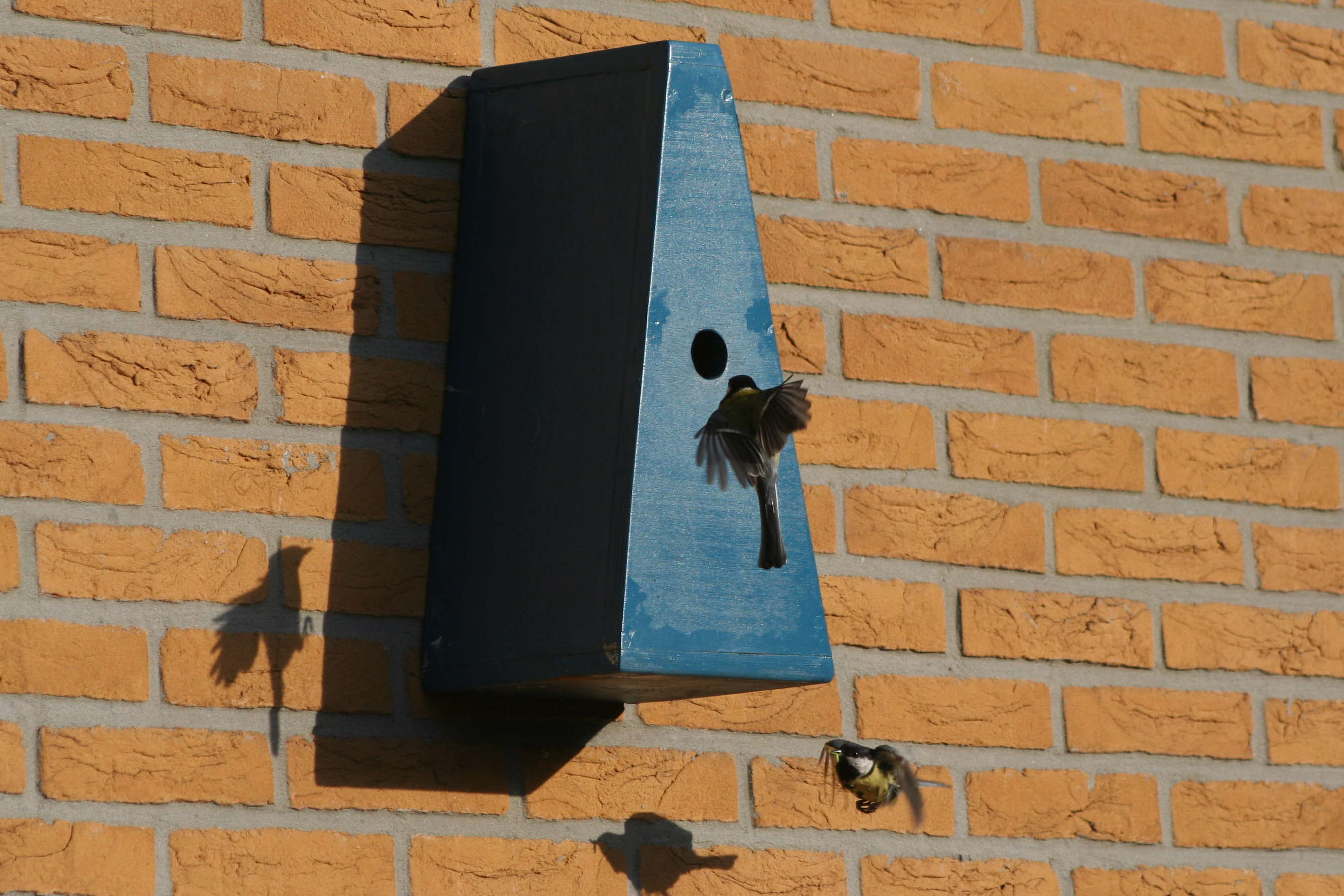
Takich budek nie unikają tylko sikory

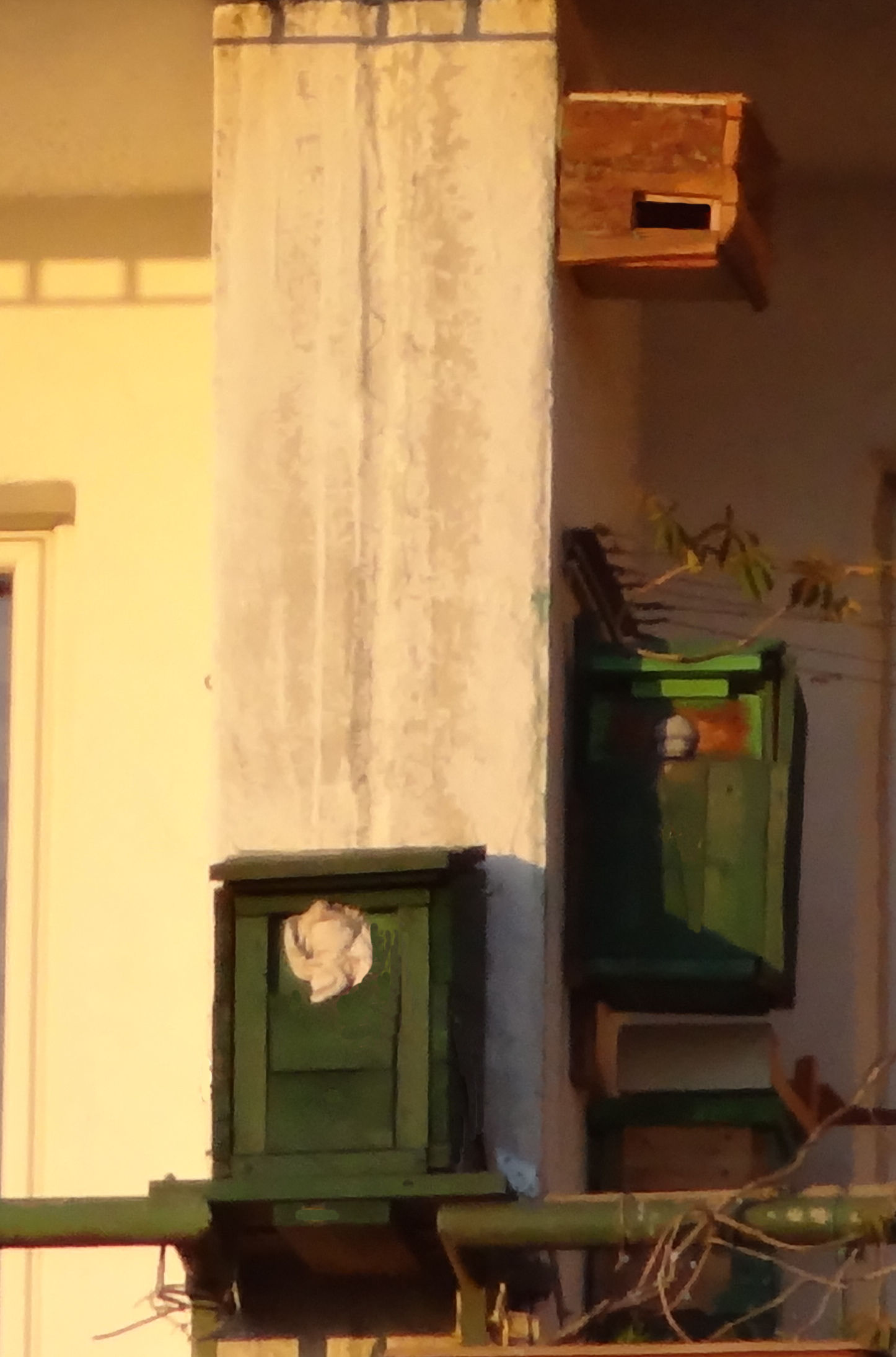
Budki na balkonie. U góry jerzyki, na dole szpaki. Budki są już wolne więc wpadały tam jerzyki, dlatego otwory są zatkane.

Najstarsze skrzynki lęgowe budowano dla pszczół już w starożytności, a na ziemiach polskich od średniowiecza i zwano je barciami.
Pierwsze sztuczne gniazda dla ptaków, wykonane z glinianych garnków, są znane od XV w. Wbudowywano je w mury ogrodzeń i domów lub umieszczano na poddaszach. Wtedy jednak nie chodziło o ochronę przyrody, lecz o urozmaicenie pokarmu, zwłaszcza na przednówku. Ze sztucznych gniazd wybierano jaja oraz pisklęta. W szczególności chodziło o szpakowate, drozdowate (kwiczoły we Flandrii i Holandii), a w XVI w. wróble w Lotaryngii. Garnki dla ptaków zostały przedstawione między innymi na obrazie Św. Krzysztof Hieronima Boscha oraz na stronie 164 Bardzo bogatych godzinek księcia de Berry. Zamiast garnków na budki lęgowe używano także różnego rodzaju tykw oraz plecionek wykonanych z różnych roślin, np. z wikliny. W wiklinowych koszach wykonywano gniazda dla kur. Dla gołębi odpowiednio przygotowywano poddasza.
Trudno określić, od kiedy zaczęto pomagać bocianom, ale można przypuszczać, że było to dość dawno. Wynikało to z ogólnego przeświadczenia, że bociany przynoszą szczęście (dzieci) oraz z ich zwyczaju corocznego odnawiania gniazda w tym samym miejscu. Obciążony gniazdem dach prędzej czy później musiał się zawalić. Lepiej było zawczasu przygotować odpowiednie miejsce, aby mieć i szczęście, i cały dach. Dość popularne koła od wozu na kominie pojawiły się dopiero w drugiej połowie XIX wieku – wcześniejsze domy praktycznie nie miały niewykorzystywanych przy ogrzewaniu kominów.
W drugiej połowie XIX w. zwrócono uwagę na jaskółki dymówki, które gnieżdżąc się w oborze, wyłapywały muchy. Dzięki temu krowy mogły spokojniej przeżuwać i dawać więcej mleka.
Pod koniec XIX wieku leśnicy zauważyli, że w lesie utworzonym przez człowieka, gdzie występuje niewiele gatunków ptaków, jest więcej szkodników. Odkryto też przyczynę tego zjawiska – w jednogatunkowym i jednowiekowym lesie nie było wystarczająco dużo odpowiednich miejsc lęgowych. Na początku XX w., w drewnianych klockach o odpowiedniej średnicy, zaczęto drążyć skrzynki lęgowe naśladujące naturalne dziuple. Przy ówczesnej technice było to powolne, pracochłonne i drogie, klocki były ciężkie i marnowało się na nie sporo drewna.
Problemem zajął się ornitolog Jan Sokołowski. Opracował on uniwersalną, akceptowaną przez wiele gatunków ptaków, prostopadłościenną skrzynkę z desek. Skrzynki Sokołowskiego mają ten sam kształt, lecz dla potrzeb różnych gatunków różnią się wielkością otworu wlotowego, wysokością i powierzchnią podstawy. Ponieważ drewno nie jest zbyt trwałe, zwłaszcza przy masowej produkcji np. w leśnictwie, stosuje się także inne materiały. Gdzieniegdzie budki wykonuje się z materiałów budowlanych (np. w latach 60. wykonywano budki z trocinobetonu według pomysłu prof. Graczyka). Platformy lęgowe dla bocianów umieszczane na słupach energetycznych wykonywane są ze spawanych, stalowych elementów.
Obecnie coraz więcej gatunków potrzebuje pomocy – z myślą o nich opracowano szereg specyficznych modeli skrzynek, takich jak budki półotwarte, budki dla sów, nietoperzy, itd. Budki lęgowe są powszechnie stosowane jako forma rekompenasaty miejsc lęgowych utraconych podczas termomodernizacji budynków.

## Ogólne zasady budowy i postępowania z budkami

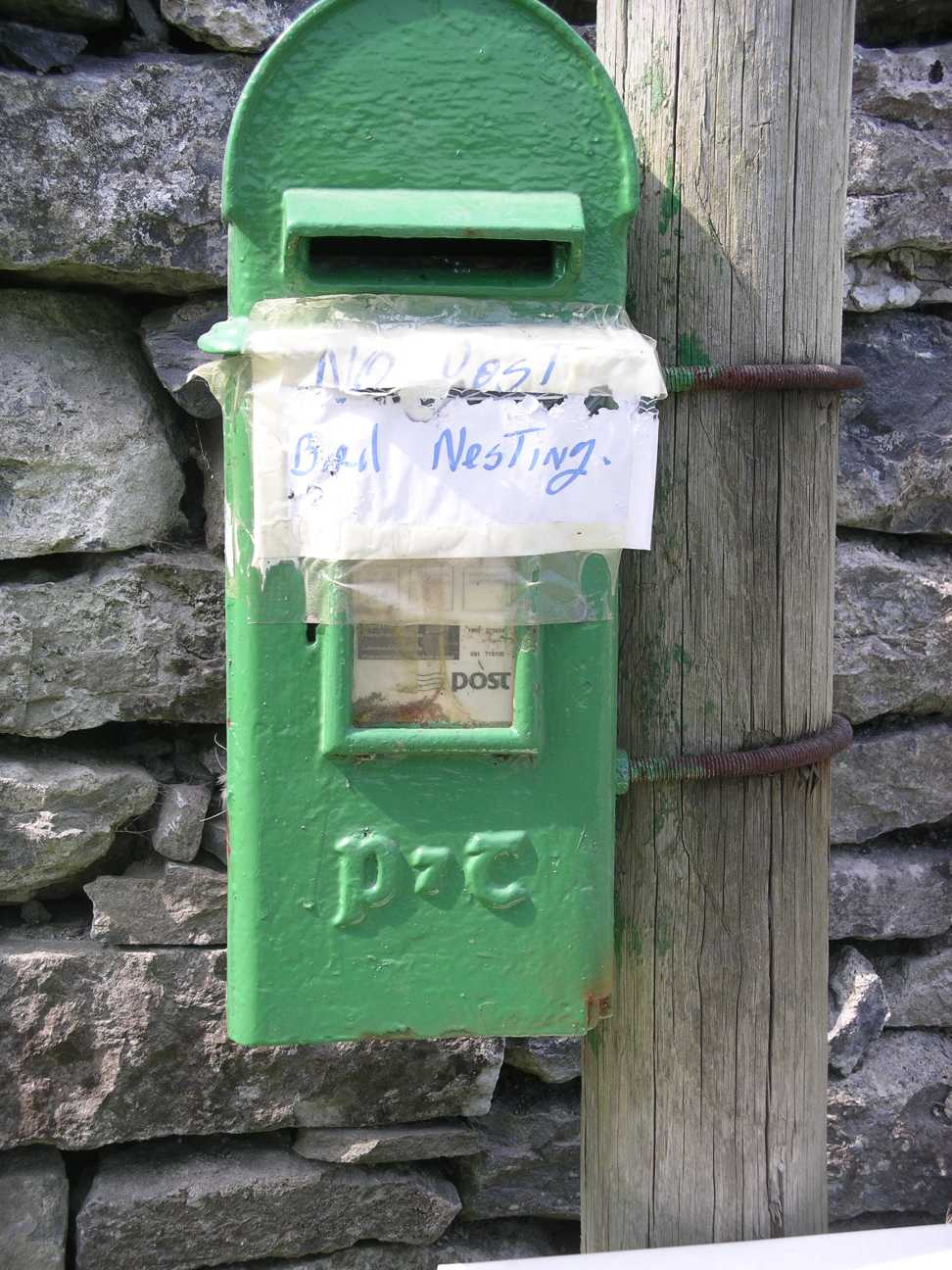
Skrzynka pocztowa z chwilą pojawienia się napisu "Nie wrzucać – gniazdo" przekształciła się w skrzynkę lęgową.

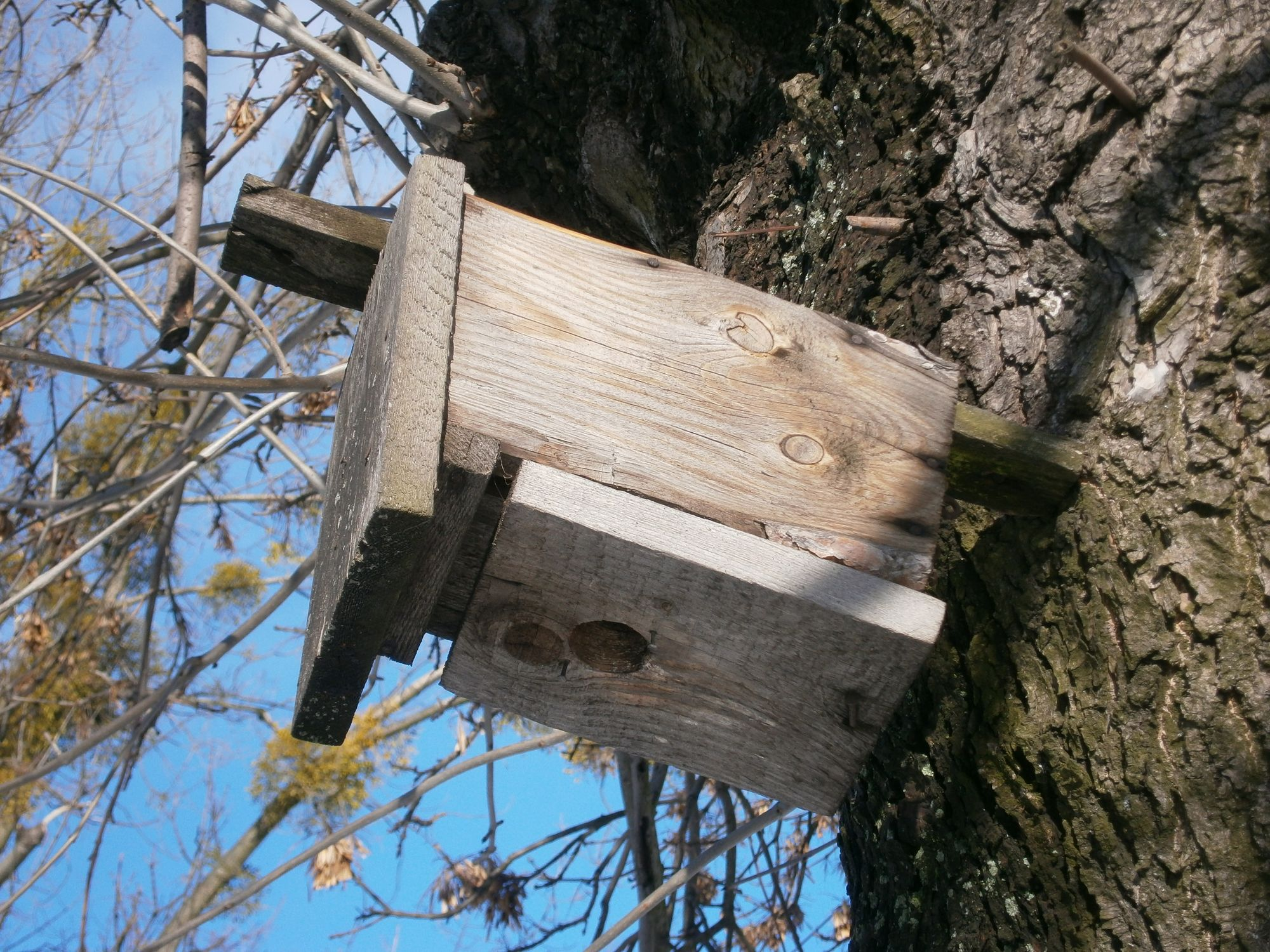
Źle zawieszona budka lęgowa, która po kilku latach oderwała się od drzewa

### Wybór miejsca
Planując wykonanie skrzynki należy uwzględnić specyfikę miejsca – zostanie zasiedlona najpewniej przez te ptaki, które występują w pobliżu. Najlepiej spełni swoją rolę w przydomowych ogródkach,  młodych lasach, wszędzie tam gdzie brakuje naturalnych dziupli.
Skrzynka może być zainstalowana na drzewie, a także ścianie domu, altany, wewnątrz balkonu. Powinna być zawieszona stabilnie, aby nie drgała i nie kołysała się na wietrze. Przy zawieszaniu na drzewach kierunek umieszczenia otworu wlotowego nie ma znaczenia, ale według niektórych poradników w polskich warunkach należy unikać strony zachodniej i południowo-zachodniej, z których najczęściej wieją wiatry i zacinają deszcze. W miejscach sztucznie stworzonych przez ludzi (np. na balkonach, ścianach domu) należy unikać miejsc bez osłony (cienia).
Ze względu na terytorialność ptaków, budki powinny wisieć w pewnych odstępach; wynoszą one np. dla muchołówek 15–30 m, dla sikor ok. 30–50 m, dla pełzaczy 100 m, dla sów 200–300 m. Zbyt duże zagęszczenie powieszonych skrzynek jest częstym błędem. Tylko niektóre gatunki ptaków (np. szpaki, wróble, mazurki) mogą się gnieździć w niewielkiej odległości od siebie.
Budki należy przygotować przed sezonem lęgowym, tj. najpóźniej do 15 marca (dla drobnych ptaków śpiewających) lub jesienią (dla sów). Wiele ptaków, np. szpaki, wyszukuje przyszłych miejsc lęgowych już jesienią. Ze skrzynek pozostawionych na zimę korzystają ponadto wiewiórki, popielice, kuny itp. Wcześniejsze zawieszenie skrzynki umożliwia pozbycie się wszystkich lotnych substancji z farb i drewna przed sezonem lęgowym.

### Budowa skrzynki
Ścianki powinny być wykonane z nieheblowanych desek ok. 2–3 cm grubości. Zwykła sklejka i płyty wiórowe nie nadają się, gdyż namakają i rozpadają się. Można natomiast zastosować droższą wersję wodoodpornej sklejki i wodoodporną płytę OSB-5.
Budka powinna wisieć pionowo, a jeszcze lepiej być lekko pochylona do przodu. Spadek daszka powinien być skierowany do przedniej ścianki, tak aby osłaniał otwór wlotowy przed zacinającym deszczem. Przednia ścianka powinna mieć podwójną grubość – utrudnia to dotarcie do wnętrza drapieżnikom i zapewnia dodatkową izolację cieplną. Poza otworem wlotowym budka nie powinna nigdzie przeświecać. Aby ograniczyć drgania, zamiast jednej, centralnej deski do mocowania lepiej zastosować dwie węższe.
Otwór wlotowy powinien znajdować się jak najdalej od dna budki, aby uniemożliwić drapieżnikom dostanie się do lęgu; ale równocześnie nie powinien być blokowany jej pochyłym dachem. Patyczek pod otworem jest niewskazany, gdyż może ułatwić atak drapieżnikowi. Drewno, z którego wykonuje się skrzynki, jest zazwyczaj wystarczająco chropowate, aby ptak mógł się wczepić w nie pazurkami, kiedy np. przylatuje do budki z pożywieniem dla piskląt wystających w otworze i nie wchodzi do środka. Można ewentualnie na szerokości otworu wykonać kilka nacięć (takich jak w budkach dla nietoperzy). Obicie okolic otworu blachą zabezpiecza go przed rozkuwaniem przez dzięcioły. Generalnie im trudniejszy dostęp do skrzynki, tym lepiej, gdyż minimalizuje się ryzyko splądrowania lęgu przez drapieżniki, a ptaki doskonale sobie radzą z wlatywaniem do budek bez żadnych ułatwień (patyczków, nacięć itp.). Natomiast wewnątrz budki przydatne mogą być 2-3 przyczepione płasko patyczki ułatwiające wychodzenie ptaków z gniazda – wnętrze naturalnej dziupli jest znacznie bardziej chropowate niż deska.
Budki półotwarte dobrze jest, w pewnej odległości obić drucianą siatką o oczkach 3 x 3 cm. Zabezpiecza to przed drapieżnikami takimi jak kuny, sroki, itp.
Pomalowanie całej budki farbą – ale tylko z zewnątrz – zwiększa jej trwałość. Dobrze jeżeli użyje się do tego tzw. farb ekologicznych, ale farby olejne są bardziej trwałe, co dobrze jest brać pod uwagę gdy budka jest trudno dostępna.

### Czyszczenie
Po skończonym lęgu powinna istnieć możliwość oczyszczenia wnętrza budki, w związku z tym jedna z dostępnych ścianek powinna być ruchoma (denko jest niebezpieczne, bo w razie awarii może wypaść całe gniazdo, natomiast przez dach niewygodnie się czyści). Najlepiej wykorzystać zawiasy, a po drugiej stronie zaczep z drutu i gwoździków. Oczyszczenie budki z zalegającego materiału gniazdowego i resztek organicznych (piór, odchodów, pozostałości pokarmu) zapobiega rozprzestrzenianiu się pasożytów i bardzo często pozwala ją wykorzystać 2 razy w sezonie. Czyszczenie jest niezbędne po zakończeniu sezonu lęgowego, a wskazane – po każdym odbytym lęgu.

## Typy skrzynek lęgowych dla ptaków

### Uniwersalne budki lęgowe dla ptaków według J. Sokołowskiego

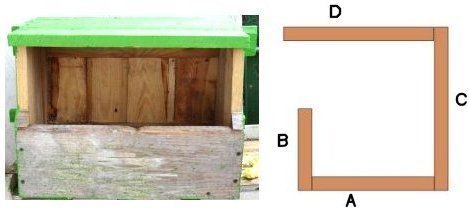
Przykład skrzynki lęgowej dla pustułki (Falco tinnunculus) i oznaczenia ścianek do budowy

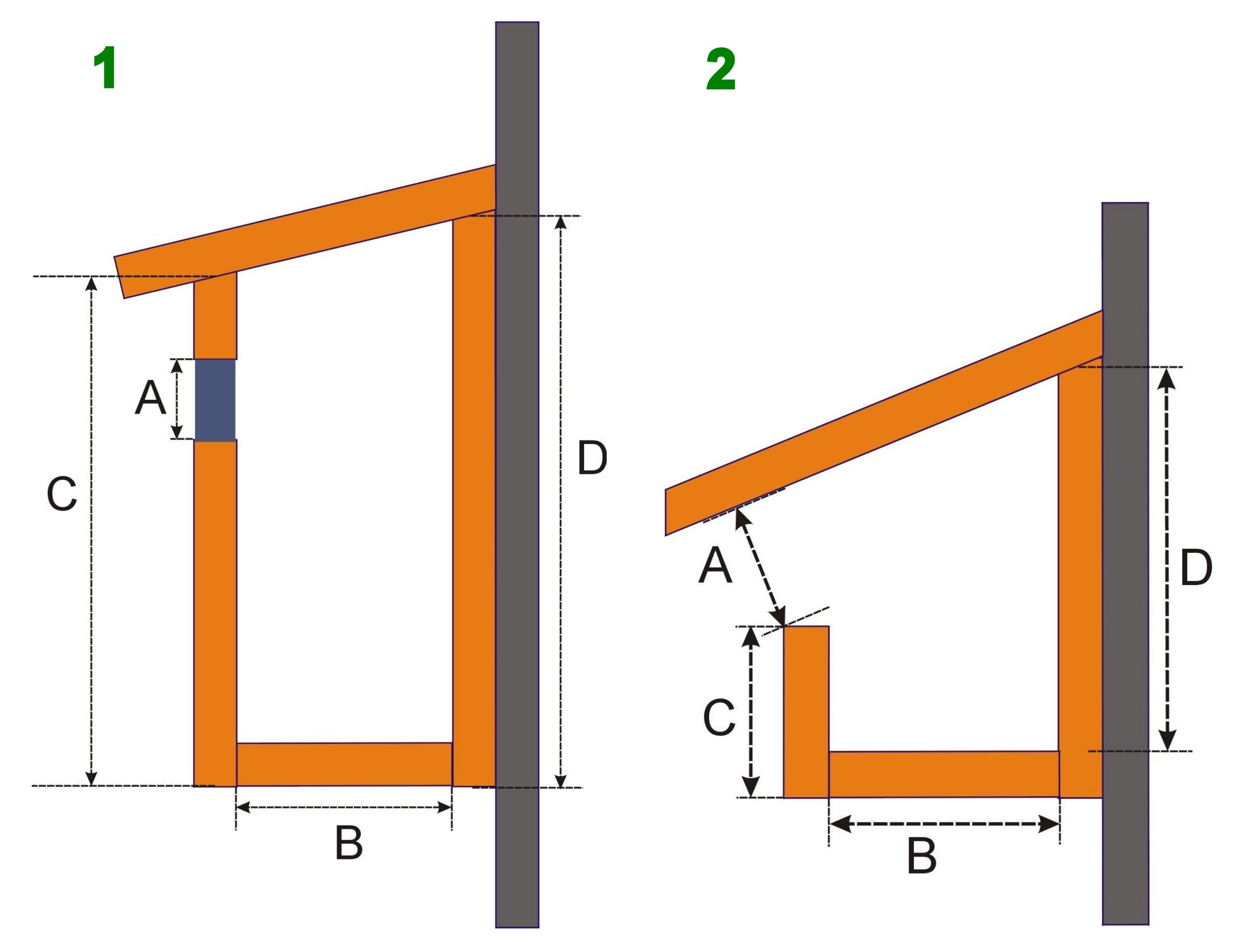
Skrzynki lęgowe i ich wymiarowanie według J. Sokołowskiego. 1. Skrzynka klasyczna zamknięta (naśladująca dziuplę). 2. Skrzynka półotwarta

| Zasiedla                                            | Wysokość otworu | Wymiary dna | Wys. ścianki przedniej | Wys. ścianki tylnej |
| --------------------------------------------------- | --------------- | ----------- | ---------------------- | ------------------- |
|                                                     | A               | B           | C                      | D                   |
| kopciuszek, muchołówka szara, pliszka siwa, rudzik  | 5               | 12 x 12     | 5                      | 16                  |
| pustułka (boków nie należy ścinać i dachu pochylać) | 23 x 40         | 14 x 44     | 30 x 40                | 32 x 44             |

| Gatunek | A                        | B                    | C                      | D                   |
| Zasiedla | Średnica otworu          | Bok kwadratowego dna | Wys. ścianki przedniej | Wys. ścianki tylnej |
| --- | ------------------------ | -------------------- | ---------------------- | ------------------- |
| | A                        | B                    | C                      | D                   |
| dzięciołek, kowalik, krętogłów, muchołówka białoszyja, muchołówka żałobna, pełzacz leśny, pełzacz ogrodowy, pleszka, sikora bogatka, sikora czarnogłówka, sikora czubatka, sikora modra, sikora sosnówka, wróbel mazurek, wróbel domowy | 2,8-3,5 ok. 2 cm od góry | 13                   | 25                     | 27                  |
| dudek, dzięcioł duży, dzięcioł średni, kowalik, krętogłów, muchołówka białoszyja, muchołówka żałobna, pełzacz leśny, pełzacz ogrodowy, pleszka, sikora bogatka, sikora modra, sikora sosnówka, szpak, wróbel mazurek, wróbel domowy     | 5–5,5 ok. 3–4 cm od góry | 15                   | 35                     | 38                  |
| dudek, dzięcioł czarny, dzięcioł zielony, gągoł, gołąb siniak, kawka, kraska, kowalik, pleszka, szpak, włochatka zwyczajna, | 8-8,5 ok. 6 cm od góry   | 19                   | 45                     | 48                  |
| kawka (ostatnio zalecane wymiary) | 10-12 ok. 6 cm od góry   | 25                   | 77                     | 80                  |
| gągoł, kaczka krzyżówka, nurogęś, puszczyk, sowa uszata | 12-15 ok. 10 cm od góry  | 30                   | 55                     | 60                  |

### Półki dla jaskółek
| Gatunek | A     | B     | C     | D |
| ------- | ----- | ----- | ----- | - |
| dymówka | 12-15 | 12-15 | 12-15 | – |
| oknówka | 13    | 13    | 15    | 8 |

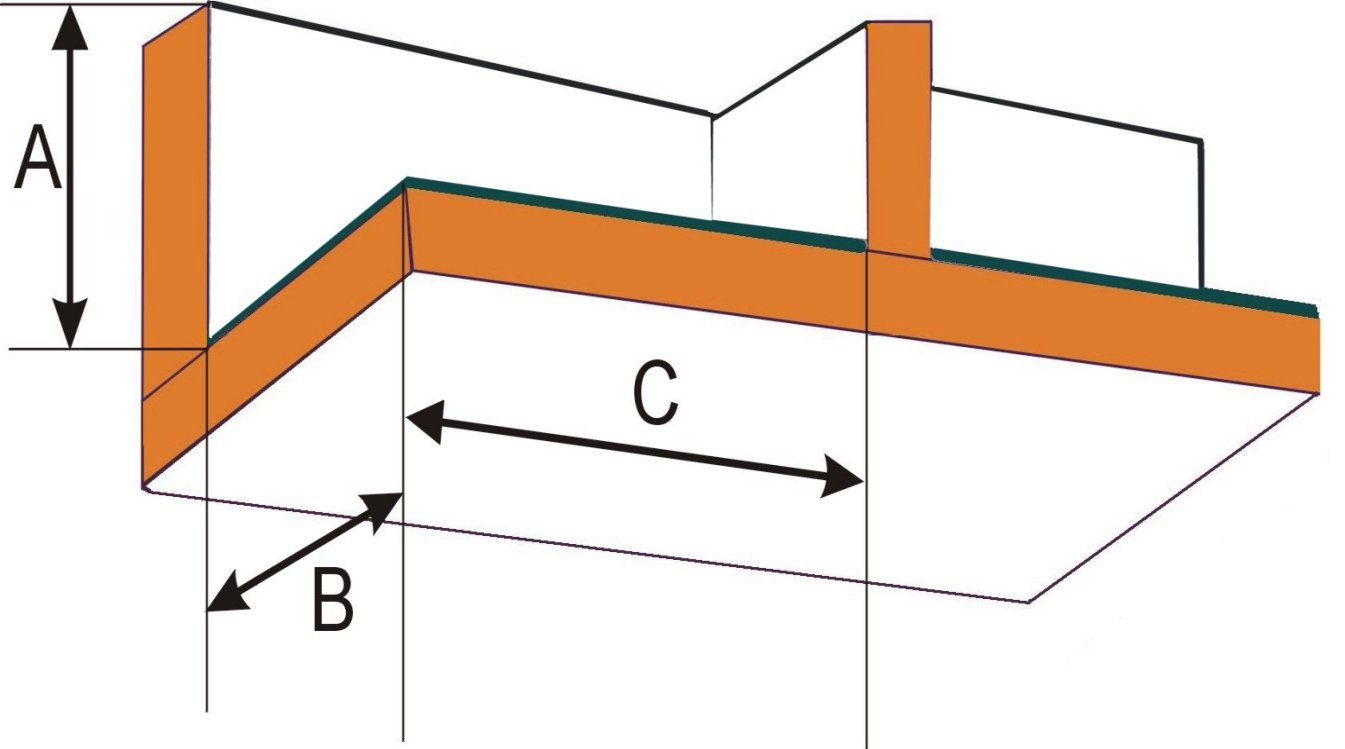
Skrzynka dla dymówki

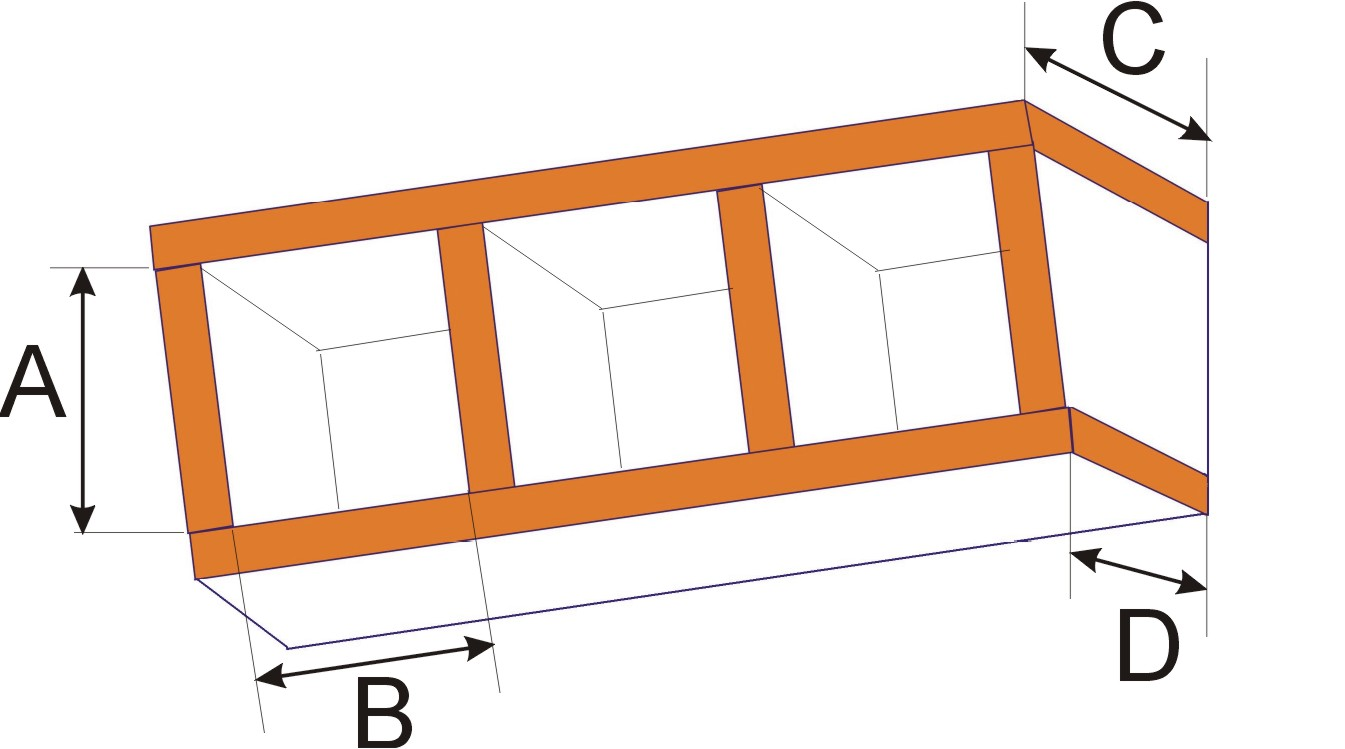
Skrzynka dla oknówki

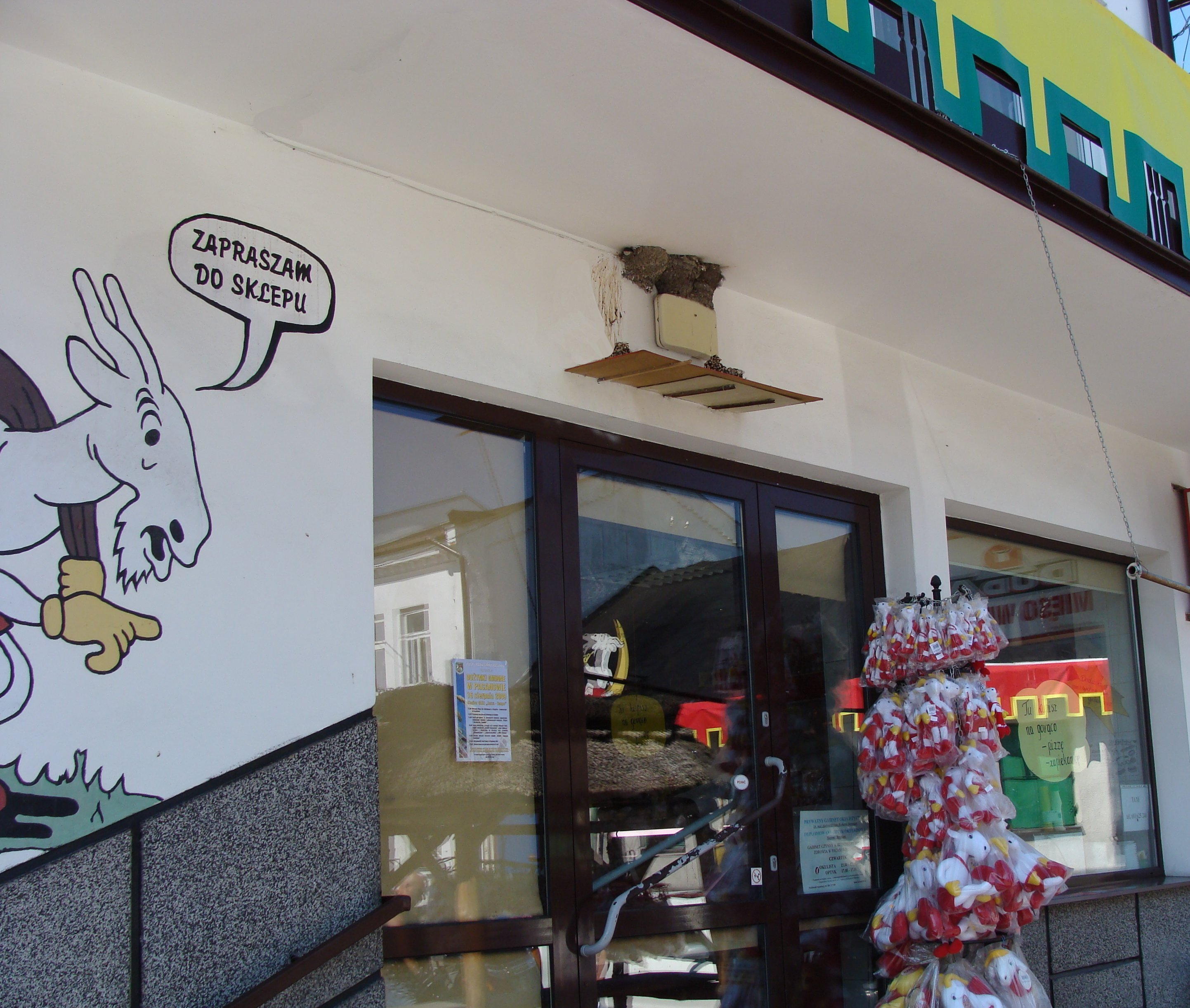
Sklejka osłaniająca przed nieczystościami

Na tylnej ściance należy przybić drucianą siatkę lub parę poziomo ułożonych listewek. Zapewnia to pewniejsze mocowanie i zapobiega oderwaniu i wypadnięciu gniazda. Dymówce, aby ułatwić  dostęp do młodych i karmienie, można pod półką umocować patyk wystający na 10–15 cm poza półkę. W miejscach uczęszczanych przez ludzi, pod skrzynkami, należy umieścić sklejkę osłaniającą przed nieczystościami – przykład znajduje się na zdjęciu obok.

### Skrzynki lęgowe dla sów
| Gatunek    | A  | B  | C      | D     | E     | F  |
| ---------- | -- | -- | ------ | ----- | ----- | -- |
| pójdźka    | 7  | 7  | 80-100 | 16-18 | 16-18 | 10 |
| puszczyk   | 15 | 15 | 55-65  | 35    | 35    | 5  |
| płomykówka | 15 | 20 | 80-120 | 50    | 50    | –  |

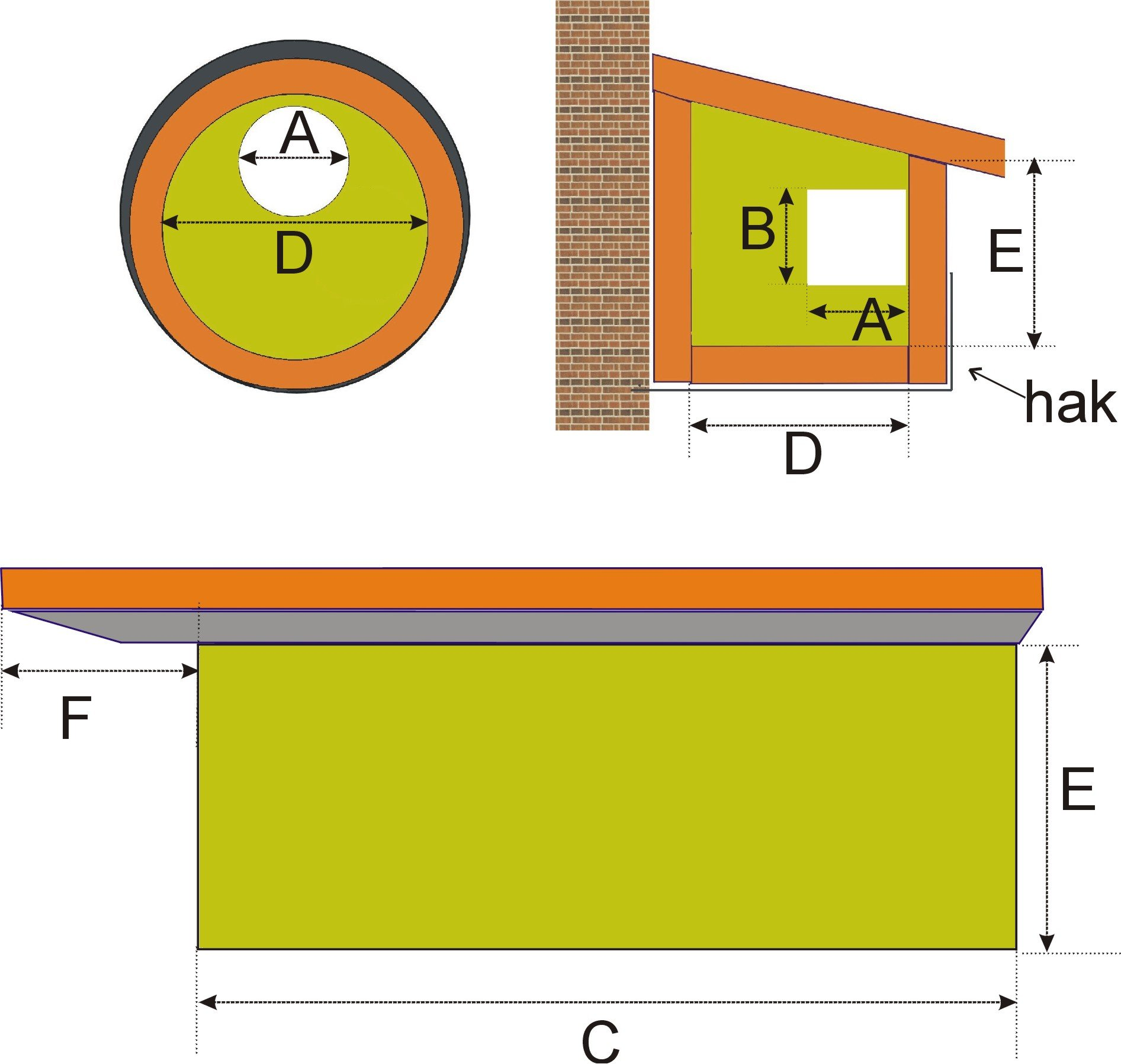
Skrzynka dla puszczyka i pójdźki

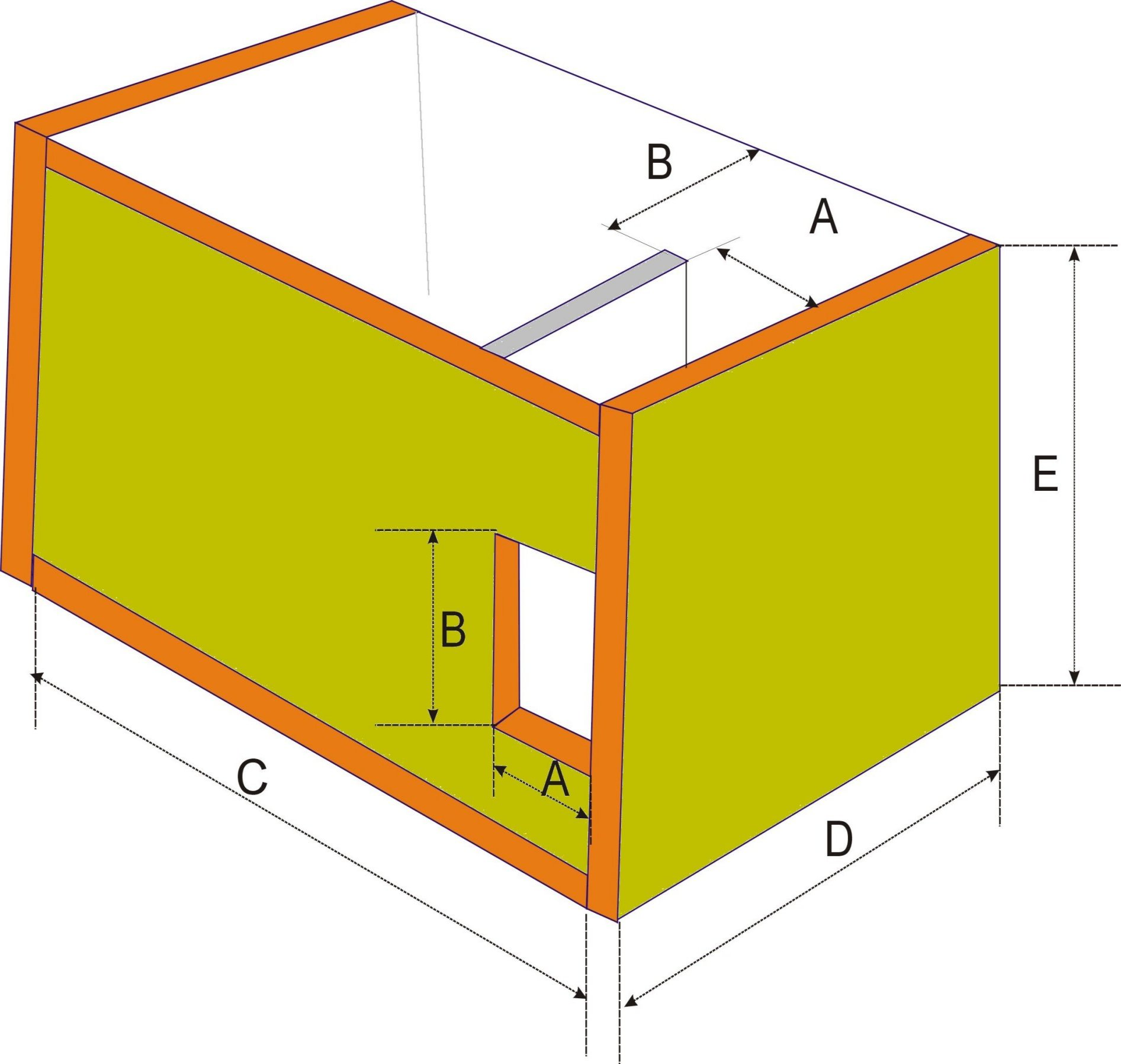
Skrzynka dla płomykówki

Skrzynki lęgowe dla sów należy na spodzie wysypać obficie trocinami – sowy nie wiją gniazd i na twardym podłożu jaja mogłyby ulec rozbiciu. Ok. 7-10 cm za przednią ścianką z otworem dobrze jest umieścić drugą z otworem położonym po przeciwnej stronie. Dodatkowa ścianka zaciemnia wnętrze i utrudnia penetrację wnętrza drapieżnikom. Skrzynki z wierzchu należy dobrze zabezpieczyć przed opadami, np. pokryć papą.

### Budka dla pełzacza
| Gatunek                         | A | B       | C  | D  | E  |
| ------------------------------- | - | ------- | -- | -- | -- |
| pełzacz leśny, pełzacz ogrodowy | 6 | 2,7-3,0 | 26 | 16 | 28 |
| pełzacz leśny, pełzacz ogrodowy | 6 | 2,7-3,0 | 22 | 32 | 18 |

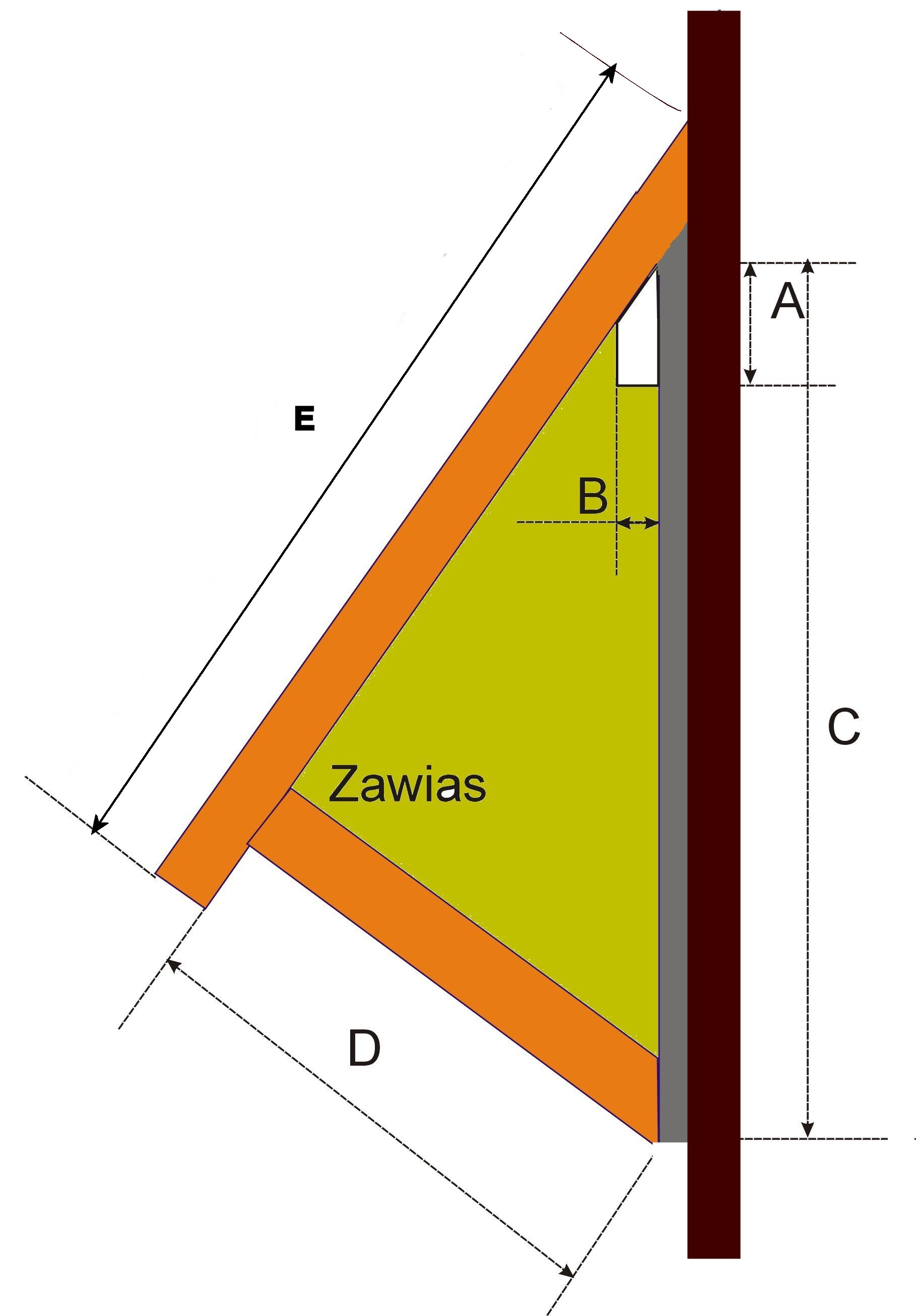
Skrzynka dla pełzacza

Pełzacz chętnie zasiedla "normalne" budki, lecz szczególnie chętnie wybiera konstrukcje z dwoma otworami – po prawej i po lewej stronie. Dzięki temu wędrujący po pniu ptak ma z każdej strony dostęp do wnętrza, a w razie napaści drapieżnika, może uciec drugą stroną. Rysunek przedstawia widok budki z boku. Przednia ścianka powinna mieć od 14 do 20 cm szerokości. Podane wymiary pozwalają wykonać budkę w dwóch wariantach wielkościowych. Według pierwszego budka będzie miała kształt jak na rysunku. Rysunek odwrócony o 180° mniej więcej odpowiada wariantowi drugiemu. Dla obu gatunków budki są jednakowe.

### Platformy pod gniazdo bocianie
Od pewnego czasu zakłady energetyczne przygotowują specjalne platformy, mocują je do słupów i przenoszą na nie bocianie gniazda założone bezpośrednio na słupie elektrycznym. Takie konstrukcje pozwalają zakładom zminimalizować straty prądu i unikać ryzyka awarii, są też znacznie bezpieczniejsze dla ptaków. Przedtem ptaki często zakładały gniazda na słupach energetycznych powodując liczne awarie. Szczególnie popularne rozwiązanie to jest w północnych regionach Polski – na Podlasiu i Mazowszu.
W okolicach podmokłych, z dużymi obszarami łąk można również przygotować własne platformy pod gniazda bocianie. Nie jest to zadanie proste ani tanie, bowiem gniazdo bociana jest nie tylko duże, ale z czasem robi się coraz cięższe, musi być więc zbudowane fachowo i solidnie. Z tego względu na lokalizację gniazda najlepiej przeznaczyć odpowiednio zmodyfikowany komin wentylacyjny albo ogłowione drzewo (piorun lub burza takie miejsca czasami przygotowują w sposób naturalny). Platforma powinna być stabilna, mieć średnicę ok. 1,3 metra i znajdować się na wysokości najmniej 5 m. Wskazane jest, aby brzegi platformy zaopatrzyć w pionowe elementy zapobiegające zwiewaniu przynoszonych przez ptaki gałęzi (pierwsze gałęzie warto samemu wpleść). Miejsce powinno dorosłym ptakom zapewniać swobodny dolot ze wszystkich stron. Nie powinno się umieszczać platform na dachach krytych blachą, ze względu na ich silne nagrzewanie się. W przypadku gniazd lokalizowanych na pniach drzew należy pamiętać o regularnym przycinaniu odrostów wokół gniazda uniemożliwiających swobodny dolot.

### Skrzynka dlajerzyka
Rewaloryzacje zabytkowych obiektów oraz zatykanie otworów wentylacyjnych na poddaszach bloków pozbawiają jerzyki naturalnych miejsc lęgowych. Na miejsce gniazdowania dla tych ptaków należy przygotować prostopadłościenną skrzynkę o wysokości 13 cm i o podstawie 18 × 28 cm. Prostokątny otwór wlotowy stykający się z dnem skrzynki powinien mieć 3,5 cm wysokości i 6,5–7 cm szerokości. Skrzynkę należy tak mocować aby wokół otworu wlotowego była swobodna przestrzeń o promieniu około 20 cm. Jerzyki zaczynają zajmować gniazda w maju, można więc do tego czasu zamknąć otwór wlotowy (aby jerzyki niepotrzebnie nie niszczyły lęgów wróbli). Budki należy wieszać z lekkim nachyleniem w stronę otworu. Wskazane jest ustawianie skrzynek w grupach.

## Miejsca lęgowe dla ssaków

### Skrzynki dla nietoperzy
| Gatunek                | A     | B    | C   | D     |
| ---------------------- | ----- | ---- | --- | ----- |
| karlik, mopek zachodni | 2     | 0-2  | 3-5 | 12-50 |
| pozostałe nietoperze   | 2-2,5 | 3-14 | 5-7 | 12-50 |

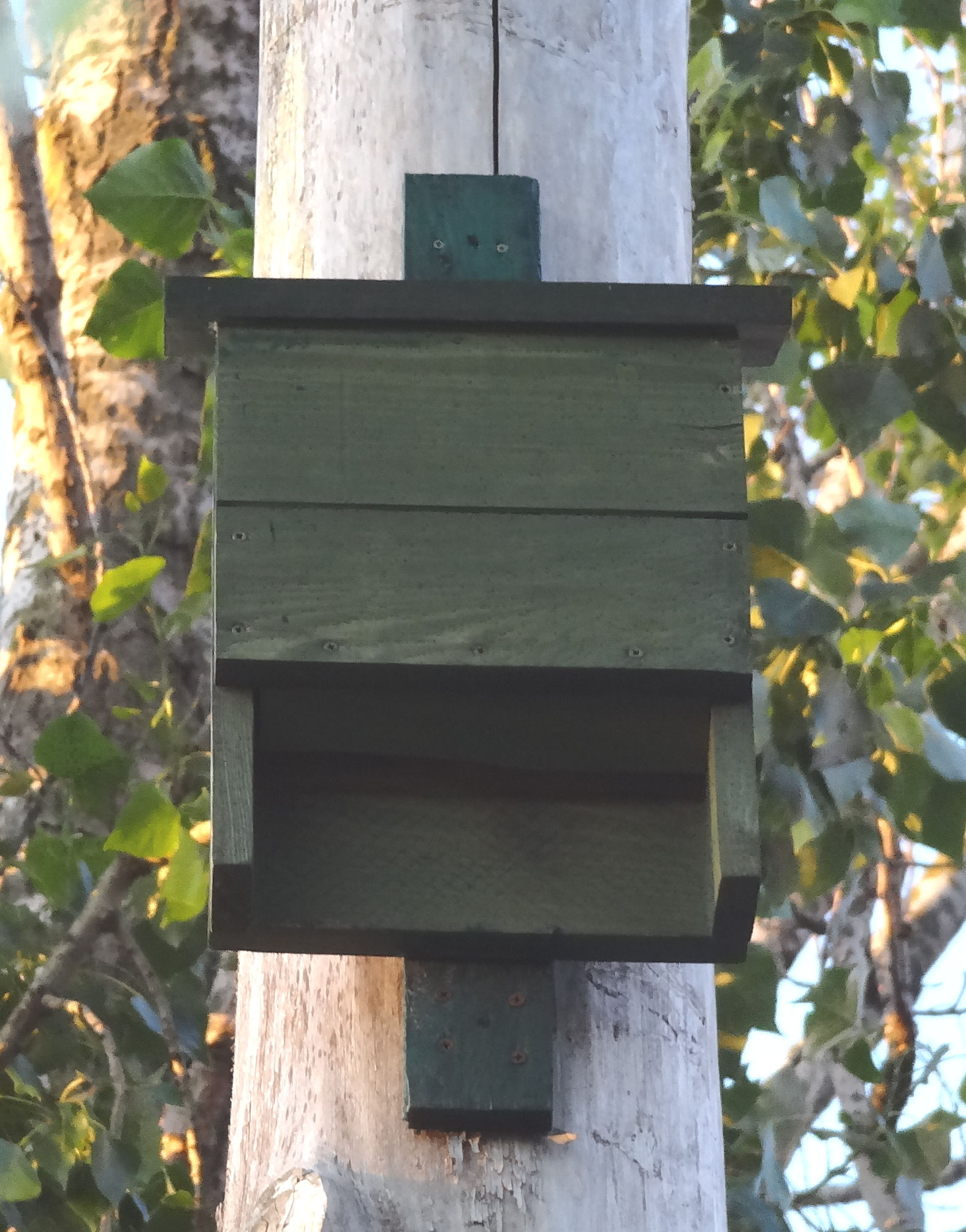
skrzynka dla małych nietoperzy

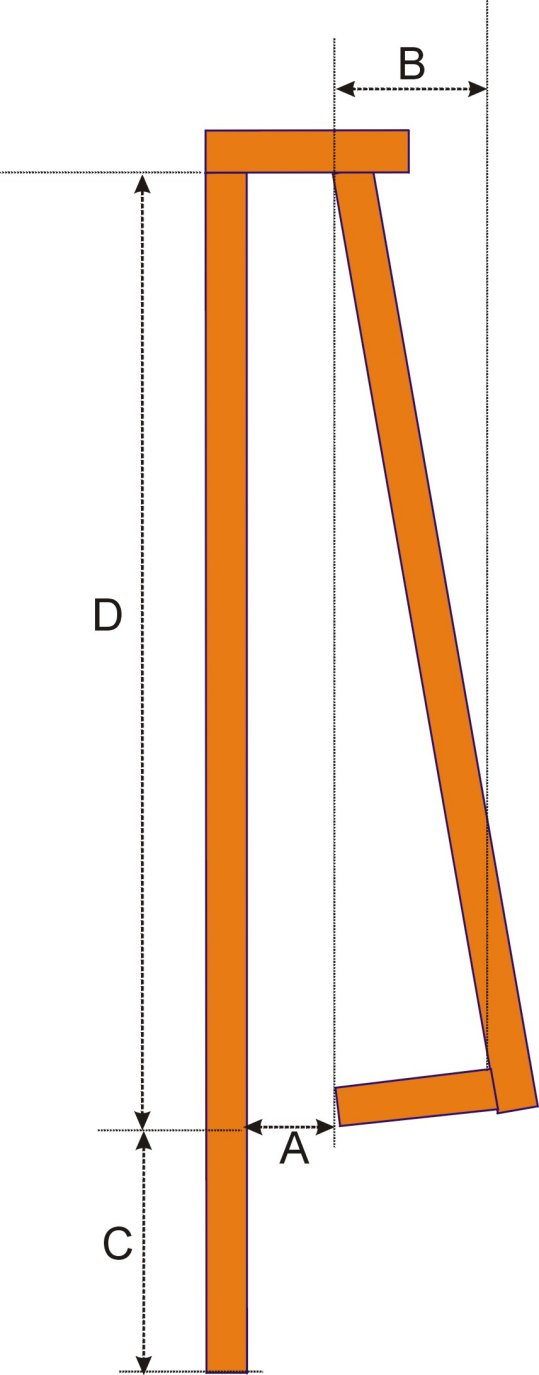
Skrzynka dla nietoperzy- schemat

Skrzynki dla nietoperzy umożliwiają poród i wychowanie młodych, dają także schronienie podczas lata oraz podczas wiosennych i jesiennych wędrówek. Skrzynki zabezpieczone przed deszczem zawiesza się po południowej stronie, na drzewach (na wysokości 3–4 m), na ścianach budynków, a gdy jest swobodny dostęp, także na strychach stodół i domów. Wewnętrzne powierzchnie desek budujących skrzynkę (także powierzchnię ”C”) należy ponacinać na głębokość ok. 2 mm co 1–1,5 cm, aby nietoperze mogły łatwo chwycić się za nie pazurkami. Skrzynka powinna mieć szerokość od 12 do 50 cm i tej samej długości szczelinę wlotową. Odstęp między przednią i tylną ścianką skrzynki może być na całej wysokości jednakowy, minimum wynosi 2 cm, maksimum 12–14 cm. Dla tego typu budek nie istnieje potrzeba ich czyszczenia i otwierania.

### Pomoc jeżom

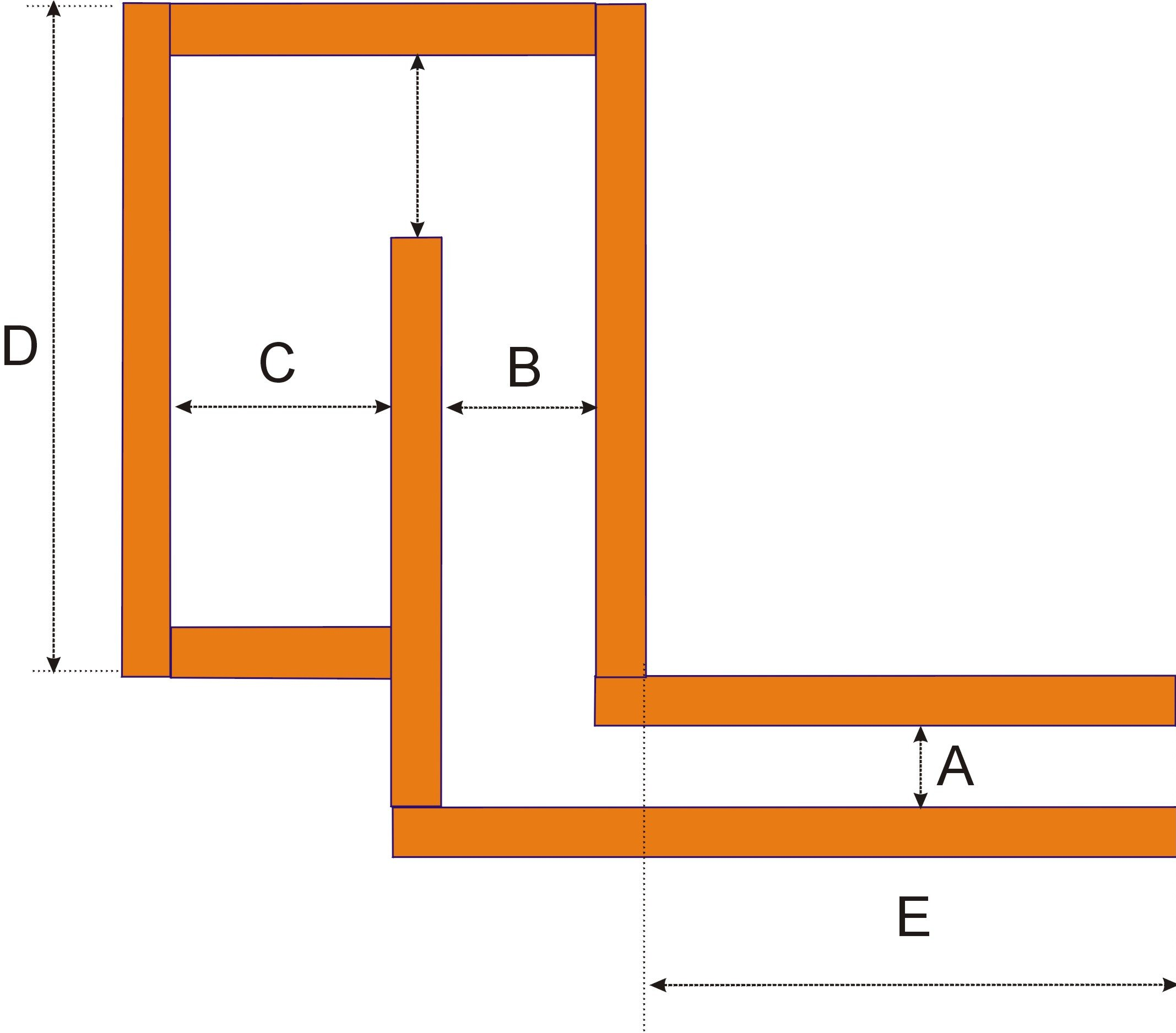
Uniwersalne schronienie dla jeży

Jeże sztucznie przygotowane miejsca mogą wykorzystywać na dwa sposoby: jako miejsca do urodzenia i wychowania młodych oraz jako bezpieczną kryjówkę na czas snu zimowego. Zwłaszcza ta druga możliwość jest bardzo istotna. Jesienne porządki w ogrodach i usuwanie wiatrołomów w lasach pozbawiają je odpowiednich miejsc. Zmuszają je do podejmowania wielokilometrowych wędrówek, często kończących się śmiercią pod kołami pojazdów.
| A  | B     | C     | D      | E       |
| -- | ----- | ----- | ------ | ------- |
| 14 | 17-30 | 30-40 | 70-100 | 100-120 |

Dobrym miejscem na zimowisko dla jeża jest kompostownik w ogrodzie, miedza z drzewem owocowym lub głogiem na polu (spadłe owoce przyciągają różne organizmy często będące pokarmem jeża) lub skraj lasu. Dobrze też jeśli na jesieni przysypią je liście, natomiast w ogródku możemy nagrabić ich sami. Miejsce powinno być podwyższone o 20–30 cm w stosunku do otoczenia tak, aby w okresie roztopów nie uległo zalaniu. Schronienie jest zbudowane z desek lub cegieł i składa się z wznoszącej się drogi dojścia oraz położonych na podwyższeniu komór lęgowo-zimowiskowych o wysokości do 20 cm. Deski od środka należy opalikować, aby nie przewróciły się, a na spód nasypać suchych liści. Całość powinna być przykryta deskami, folią chroniącą przed deszczem i przysypana ziemią. Taką konstrukcję najlepiej wykonać wiosną, szybko zarośnie trawą i ustabilizuje się. Gnijące liście zwabią różne owady, a te zainteresują jeże. Zwłaszcza jesienią można się ich spodziewać w większej ilości, gdyż jeże wychowują młode samotnie, ale zimują często w znacznych grupach, stąd schronienie jest trochę na zapas.

## Skrzynki dla owadów

### Szerszenie

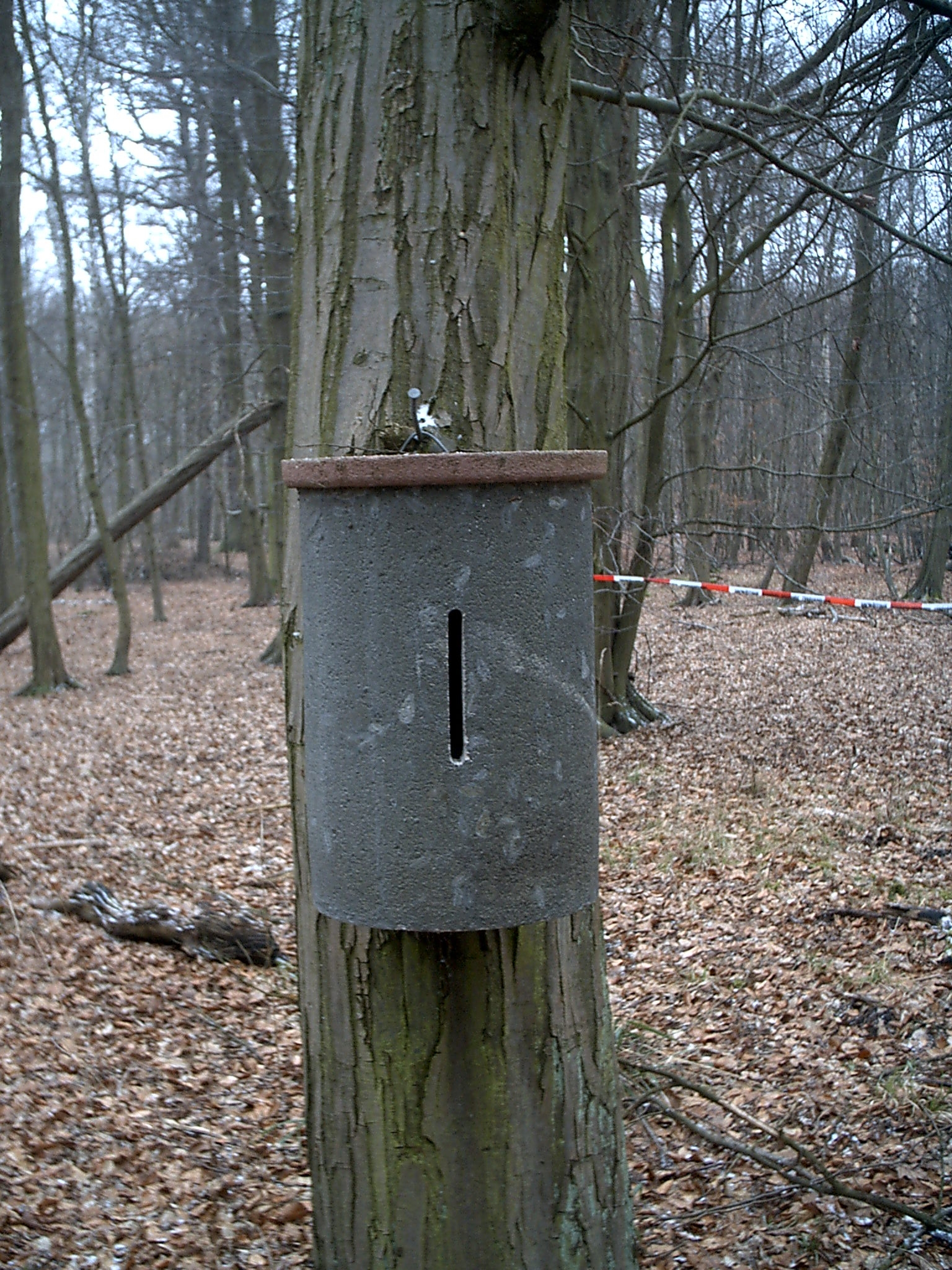
Skrzynka dla szerszeni

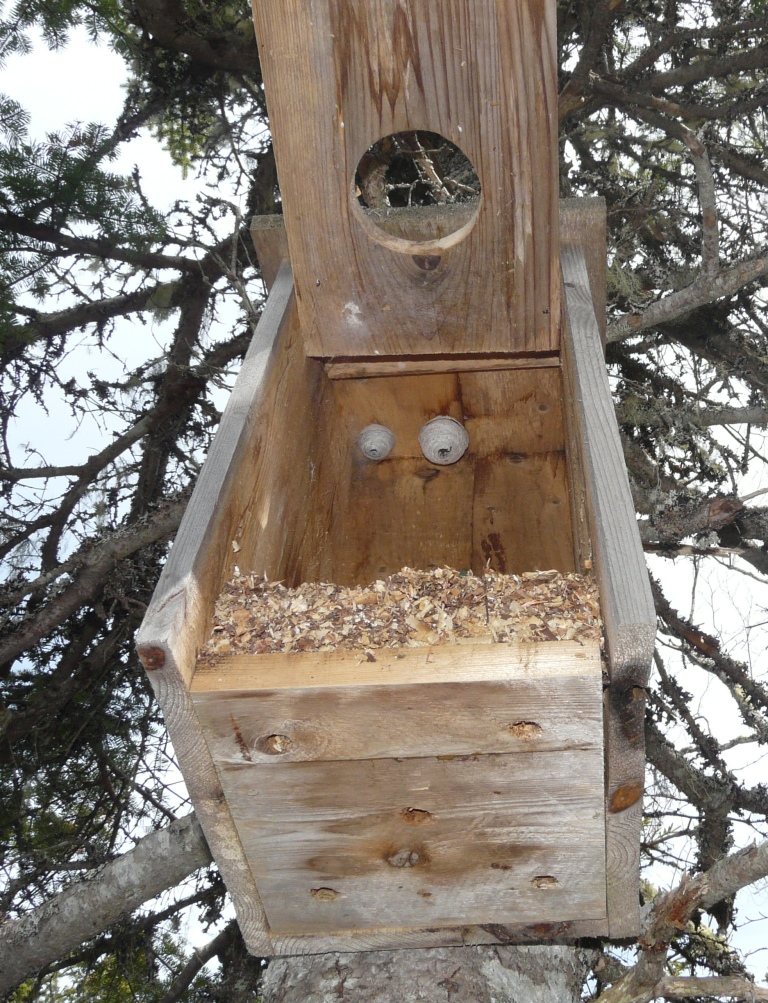
Dwa gniazda Vespa germanica

Szerszenie w naturze mają niewiele odpowiednich miejsc na założenie gniazda (potrzebują dużych dziupli w starodrzewiu). Skrzynka dla szerszenia przypomina budkę zamkniętą Sokołowskiego. Budka powinna być otwierana, ponieważ późną jesienią należy usunąć z niej gniazdo. Dno skrzynki powinno mieć ok. 25-30 × 25 cm, a jej wysokość od 55 do 70 cm. Ponieważ osy swoje gniazda wieszają na pojedynczym styliku, dach budki od jej środka (część centralna) powinien być bardzo chropowaty. Ponadto, zwłaszcza w górnej połowie, na powierzchni ścianek należy przybić co 3–4 cm listewki (1 cm wysokości, 1–2 cm szerokości) podtrzymujące gniazdo. Szerszenie wymagają też innego otworu wlotowego. Najlepszy jest pionowy otwór w przedniej ściance, położony 5 cm od dołu, długi na 10–12 cm i szeroki na 1,5 cm. W niektórych budkach wykonuje się dodatkowy otwór okrągły o średnicy 1,5 cm ok. 4–5 cm od góry. Królowa korzysta z niego przez pierwszy miesiąc, gdy jest jeszcze sama, a gniazdo zajmuje niewielką część wnętrza. Budkę wieszamy w miejscu dobrze nasłonecznionym od strony południowej.